# Sevedstorp
Sevedstorp är en by i Pelarne socken i Vimmerby kommun i östra Småland. Byn ligger sydväst om sjön Mossjön och är känd som Astrid Lindgrens förebild när hon skapade Bullerbyn.
Lindgrens far, Samuel August Ericsson, var född i grannbyn Hamphorfva, men när han var sju år flyttade familjen till Sevedstorp. Hans berättelser om uppväxten där ligger till grund för många av Astrid Lindgrens berättelser.